# Crkva sv. Mihovila u Tučepima
Crkva sv. Mihovila nalazi se u tučepskom zaseoku Podpeći, između između zaselaka Pašalićâ i Grubišićâ.

## Povijest
Crkvu je podigao krajem 18. stoljeća kao obiteljsku kapelu tučepski svećenik i pjesnik Mihovil Grubišić u jednostavnim oblicima kasnog baroka.
Obnovljena je 2002. godine. 

## Arhitektonske osobine
Jednobrodna je građevina presvođena gotičkim prelomljenim svodom, bez apside. Na južnom pročelju su jednostavna vrata u kamenim pragovima, flankirana kvadratičnim prozorima. Nad ulazom je ugrađen grb Grubišića i natpis, nad kojim je po sredini četverolisna kamena rozeta. U zabatu pročelja je jednodijelni zvonik na preslicu.
S obje strane ulaznih vrata su prozori.

## Unutrašnjost
U crkvi se nalazi kameni oltar s drvenim antependijem na kojem stoji kip sv. Mihovila.

## Zanimljivosti
Stari kipići sv. Sebastijana, sv. Ivana Nepomuka, sv. Petra, kao i Križ s Kristovim tijelom pronađeni u crkvici sv Mihovila čuvaju se u zbirci župnog ureda.

## Zaštita
Pod oznakom Z-4883 zavedeno je kao nepokretno kulturno dobro - pojedinačno, sakralna graditeljska baština, pravna statusa zaštićena kulturnog dobra.